# Sri Lanka
Sri Lanka, formellt Demokratiska socialistiska republiken Sri Lanka, är en östat i Sydasien, belägen sydöst om Indien. Sri Lanka har drygt tjugo miljoner invånare och består av en stor tropisk ö (oftast kallad Ceylon) samt ett antal småöar.
Sri Lanka var en brittisk koloni från 1796. Landet fick 1948 full självständighet som staten Ceylon, och 22 maj 1972 blev landet en republik under namnet Sri Lanka. Landet är medlem i Brittiska samväldet.

## Historia
Ceylon var en del av Brittiska Indien, och beboddes huvudsakligen av singaleser med religionen buddhism. Enligt legenden omvändes folket på Sri Lanka till buddhismen genom prins Mahinda, son till kung Ashoka. För omkring tusen år sedan behärskades ön av det dravidiska Cholariket, vilket kan ha lämnat vissa spår i befolkningssammansättningen. Under brittisk tid flyttade stora grupper tamiler till ön för att arbeta inom teindustrin med mera.
Enligt legender hade ön tidigare en smal landförbindelse med Indien. 1480 förstördes den enligt legenderna av en cyklon och först då ska Sri Lanka ha blivit en ö.
Sri Lankas kustområden koloniserades av Portugal under 1500-talet, och av Nederländerna under 1600-talet. Britterna kom till ön 1796 och 1815 lade de hela ön under sig; även det tidigare självständiga kungariket i landets bergsområde. Sri Lanka var därefter en brittisk koloni fram till självständigheten 1948.

### Inbördeskriget
Befolkningsminoriteten tamiler bor i huvudsak i landets norra och östra delar, men även i Sri Lankas största stad Colombo. Det finns två grupper av tamiler, de som varit i landet i ett par tusen år och de som förflyttades till landet för att jobba på teplantagerna. Under många år rasade ett våldsamt inbördeskrig mellan regeringen och olika tamilska gerillagrupper, främst de tamilska tigrarna (LTTE). Enligt den vanligaste uppfattningen uppstod de inre stridigheterna av att den singalesiska majoriteten ansåg att tamilerna under kolonialtiden favoriserades av britterna, medan singaleserna diskriminerades. Efter självständigheten försökte man därför korrigera detta genom att favorisera singaleser i många officiella sammanhang. Det ledde också till att den tamilska minoriteten diskriminerades.
Flera tamilska organisationer började som en följd av kampen för en självständig tamilsk stat. Till en början fördes kampen huvudsakligen med icke-våldsliga och demokratiska medel, men sedan det 1983 blivit olagligt att argumentera för en delning av landet lämnade det största tamilska partiet TULF parlamentet, och den nationalistiska rörelsen blev allt mer benägen att använda våld.
År 1983 bröt ett fullskaligt krig ut mellan den lankesiska regeringen och tamilska separatister, främst LTTE, de tamilska tigrarna (under ledning av Vellupilai Prabhakaran). Kriget pågick sedan dess med vissa avbrott. 1987 medlade Indien fred mellan regeringen och LTTE, och en indisk fredsbevarande styrka - IPKF - skickades till Sri Lanka. Styrkan blev dock mycket impopulär och LTTE tog till vapen mot IPKF, som lämnade Sri Lanka 1990.
År 1991 mördades Indiens förre premiärminister Rajiv Gandhi av en kvinnlig självmordsbombare som var utsänd av den manliga LTTE-ledaren Prabhakaran.
I februari 2002 ingick parterna ett avtal om en ömsesidig vapenvila, men de fredsförhandlingar som inleddes i samband med vapenvilan avbröts våren 2003. Våldet mellan de båda parterna eskalerade kring årsskiftet 2005-2006 och under 2006 inledde regeringsstyrkor en massiv offensiv i landets norra och östra delar. Regeringens styrkor lyckades under 2007 ta kontroll över i stort sett hela den östra provinsen. I januari 2008 sade regeringen formellt att den drog sig tillbaka från avtalet om vapenvila och i januari 2009 lyckades regeringsstyrkor ta kontroll över LTTE:s administrativa huvudstad Kilinochchi och hela elefantpasset som förbinder Jaffnahalvön med resten av Sri Lanka.
Den 18 maj 2009 meddelade Sri Lankas armé att inbördeskriget äntligen tagit slut. Velupillai Prabhakaran, den manliga ledaren för LTTE, hade enligt uppgifter hittats död.

### Efter inbördeskriget
Hundratals människor dödades och skadades då flera självmordsbombare slog till mot kyrkor och hotell i huvudstaden Colombo med omgivning på påskdagen i april 2019 (Bombningarna i Sri Lanka under påsken 2019). Attentaten chockade lankeserna som levt i relativt lugn sedan det blodiga och brutala inbördeskriget 1983-2009.
I augusti 2020 säkrade det styrande partiet, premiärminister Mahinda Rajapaksas parti SLPP, en enkel majoritet i landets parlamentsval. I november 2019 hade premiärministerns yngre bror, Gotabaya Rajapaksa, vunnit presidentvalet  i Sri Lanka. Bröderna Rajapaksa  har ett starkt grepp om makten i Sri Lanka.

## Styre och politik

### Författning och styre
Presidenten i Sri Lanka är överbefälhavare, stats- och regeringschef. Han eller hon tillsätter och leder regeringen, inklusive premiärministern, och kan även upplösa densamma under innevarande mandatperiod.
Såväl presidenten som parlamentet, med 225 platser, är folkvalt med sexåriga mandatperioder. Presidenten och parlamentet delar på den lagstiftande makten.

### Administrativ indelning

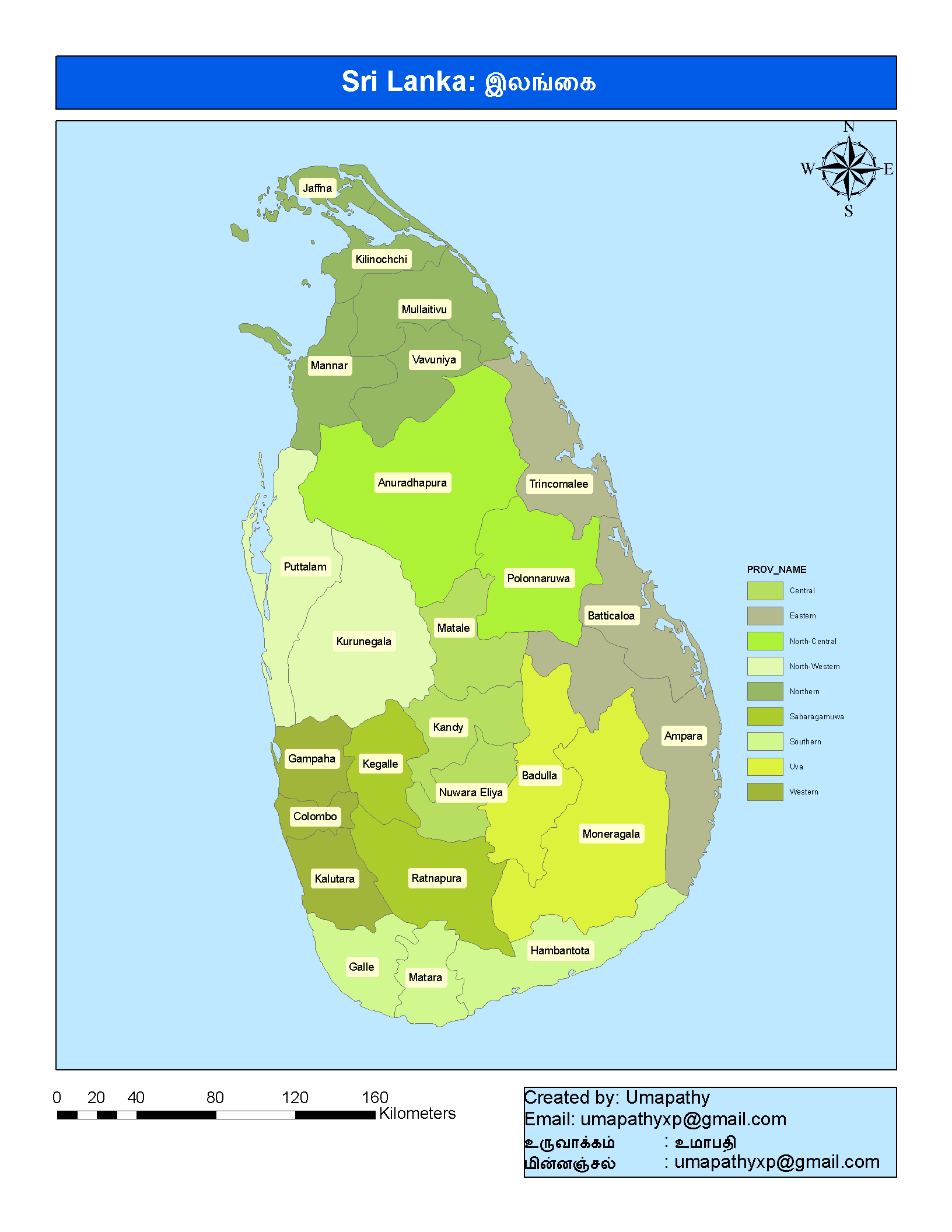
Karta över Sri Lankas distrikt och provinser.

Republiken Sri Lanka är indelad i nio provinser (som också är delade i 25 distrikt), med visst självstyre (provinshuvudstäder inom parentes):
1. Centralprovinsen (Kandy)
2. Norra centralprovinsen (Anuradhapura)
3. Nordprovinsen (Jaffna)
4. Nordvästprovinsen (Kurunegala)
5. Sabaragamuwa (Ratnapura)
6. Southern Province (Galle)
7. Uva (Badulla)
8. Västprovinsen (Colombo)
9. Östprovinsen (Trincomalee)

### Politik
År 1960 blev Sirimavo Bandaranaike världens första kvinnliga premiärminister. Hennes dotter Chandrika Kumaratunga var 1994-2005 Sri Lankas första kvinnliga president. Den 4 november 2003 upplöste hon parlamentet, utfärdade undantagstillstånd och utlyste nyval. Premiärministern Ranil Wickremasinghe, som då befann sig på officiellt besök i USA, hade året innan inlett en kritiserad fredsprocess, med de Tamilska befrielsetigrarna. Kumaratunga, som tidigare själv varit nära att bli dödad av en självmordsbombare tillhörande denna organisation, var i januari 2004 med om att bilda valalliansen United People's Freedom Alliance som i april samma år gick segrande ur nyvalet. 
År 2005 avgick Kumaratunga som president och efterträddes av Mahinda Rajapaksa som nära lierade sig med olika buddhistiska och nationalistiska krafter. Rajapaksas regering lyckades få de tamilska tigrarna terroriststämplade i västvärlden och sade 2008 formellt upp ett avtal om vapenvila med tigrarna. Därefter inleddes en militär storoffensiv som drabbade civilbefolkningen hårt. Tamilska byar skövlades, många människor drevs på flykt och ett överfyllt sjukhus i norra Sri Lanka bombades. Den Sri lankesiska arméns agerande resulterade i uppemot 20 000 döda bland den tamilska minoritetsbefolkningen.
Det buddhist-nationalistiska regeringspartiet Jathika Hela Urumaya, som leds av buddhistmunkar, har lagt fram ett lagförslag som föreslås göra det svårare att konvertera från buddhismen. Förslaget, som kritiserats av Nationella evangeliska alliansen på Sri Lanka och Sri Lankas katolska biskopar, planerades att behandlas av parlamentet i april 2009.
Den före detta försvarsministern Gotabhaya Rajapaksa från partiet SLPP segrade i presidentvalet i november 2019 efter en valrörelse som han ägnade helt åt säkerhetsfrågor.  Efter valsegern utsåg president Rajapaksa sin bror, expresident Mahinda Rajapaksa, till premiärminister för en övergångsregering. Brödernas tandemstyre befästes när SLPP vann en stor seger i parlamentsvalet i augusti 2020.

### Mänskliga rättigheter
Förenta Nationerna anklagar Sri Lankas armé och de Tamilska Tigrarna för att medvetet ha dödat upp emot 70 000 tamilska civila under perioden april-maj 2009. I de läger där tamilska civila internas dog i genomsnitt 1 400 människor i veckan under 2009 enligt FN och tamilska organisationer, men den Sri lankesiska staten tillbakavisar uppgifterna. Under 2010 har hundratals regeringskritiker i Jaffna och Colombo försvunnit och senare återfunnits döda. I Sri Lanka är det olagligt att vara homosexuell.

## Ekonomi och infrastruktur

### Näringsliv
Sri Lankas ekonomi är i hög grad baserat på jordbruk. Lätt industri och tjänstemannasektorn är också en viktig del av ekonomin. Under senare delen av 1970-talet övergavs en socialistiskt planerad ekonomi och marknadsekonomin fick större plats. Under 1990-talet och i stort sett under hela 2000-talet hade landet en femprocentig tillväxttakt. Den nominella bruttonationalprodukten per capita var 2018 4 102 USD.

### Infrastruktur

#### Utbildning
År 2017 var läs- och skrivkunnigheten bland personer som var 15 år och äldre 91,9 procent. Bland män låg andelen på 93,0 procent, medan den bland kvinnor uppgick till 91,0 procent.[källa behövs]

## Befolkning

### Demografi

#### Större städer
| Största städerna[när?] |
| ---------------------- |
| Colombo                |
| Kandy                  |
| Jaffna                 |
| Galle                  |
| Sri Jayawardenapura    |
| Negombo                |

#### Urbanisering
Befolkningstätheten är 334 invånare per km², men befolkning är mycket ojämnt spridd. Landet är mer glest befolkat i norr och öster, men tätbefolkat i de sydvästra delarna, främst kring huvudstaden Colombo.

### Religion

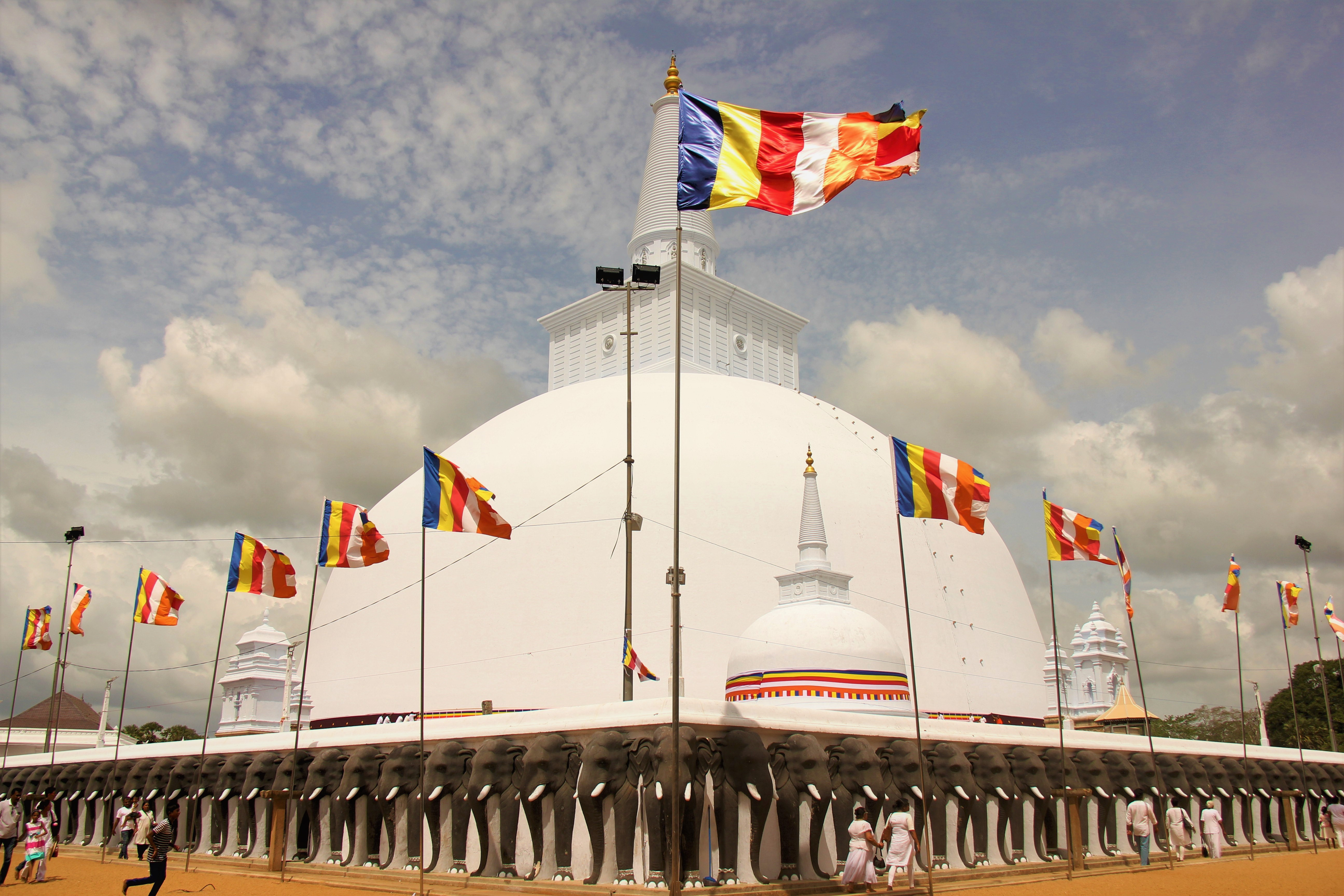
Stupan Ruwanwelisaya i Sri Lanka.

I Sri Lanka råder religionsfrihet. Buddhism kan ses som statsreligion. Buddhismen infördes, enligt traditionen, på 200-talet f.Kr. Hinduismen finns bland tamilerna och har funnits i Sri Lanka lika länge som i Sydindien. Shiva, Vishnu och Ganesha dyrkas men också lokala gudar. Islam kom till Sri Lanka med arabiska handelsmän. Muslimer i Sri Lanka är i huvudsak av arabisk härkomst och tamiltalande. Kristendomen finns på Sri Lanka sedan det tidiga 1500-talet och infördes av portugisiska kolonisatörer och senare även av britter och nederländare.
Vid folkräkningen 2012 fördelades befolkningen på följande sätt i avseende på religion:
- Buddhism: 70,1 %
- Hinduism: 12,6 %
- Islam: 9,7 %
- Romersk-katolska kyrkan: 6,2 %
- Övrig kristendom: 1,4 %
- Övriga religioner: 0,03 %

### Hälsa
Folkmängden har ökat mycket sedan självständigheten 1948 främst beroende på förbättrad folkhälsa.
| Hiv och aids             | 2017   | 2023    |
| ------------------------ | ------ | ------- |
| Andel av befolkningen    | <0,1 % | 0,5 % ▲ |
| Antal                    | 3 500  | 4 100 ▲ |
| Dödsfall per år          | <500   | <100 ▼  |
| Fetma                    | 2016   | X       |
| Andel av befolkningen    | 5,2 %  |         |
| Undervikt hos barn <5 år | 2016   | X       |
| Andel av befolkningen    | 20,5 % |         |

### Övriga befolkningsdata
Den senaste folkräkningen hölls den 20 mars 2012 och då uppgick den folkbokförda befolkningen i Sri Lanka (de jure) till 20 359 439 invånare, varav 9 856 634 män och 10 502 805 kvinnor. Folkräkningar hade tidigare hållits 2001, 1981, 1971, 1963 och 1953. Invånartalet i Sri Lanka uppskattades i juli 2018 av The World Factbook till 22 576 592 invånare, av Förenta nationerna 1 juli 2018 till 20 950 000, av Internationella valutafonden till 21 934 000 invånare (för år 2019) samt av Världsbanken (juli 2017) till 21 444 000 invånare. Det srilankesiska Department of Census and Statistics beräknade antalet invånare 1 juli 2018 till 21 670 000 utifrån resultatet av folkräkningen 2012.

## Kultur
Sri Lankas kultur har stora likheter med Indiens. Sri Lankas inhemska populärmusik kallas för baila. Några av de största artisterna inom bailamusiken är The Gypsies och Sunil Perera.

### Press
Sri Lanka är, enligt Reportrar utan gränser, det femtiofjärde sämsta landet i världen när det gäller pressfrihet. Av 180 rankade länder befinner sig Sri Lanka på plats 126 (2019 års index). Landets president och inrikesministern Gotabhaya Rajapakse har anklagats för att medvetet sanktionera mord och kidnappningar av kritiska journalister, bland dem många journalister från den tamilska minoritetsbefolkningen. De få medier som försökte genomföra en kritisk rapportering om regeringens förehavanden inför valet 2009 utsattes för repressalier, och många av dem hittades senare döda. Sri Lankas rättssystem ger staten rätt att fängsla journalister utan rättslig prövning. Men trots allt finns det privata medier som skriver opartiskt och även för fram kritik mot regering såväl som opposition.[källa behövs]

### Mat
Sri Lankas matkultur liknar södra Indiens, och den tamilska befolkningsgruppen delar många mattraditioner med tamilerna i sydindien. Landets nationalrätt är ris och curry, som består av ris, ett antal olika currys, samt ofta även pappadam och någon sambola. Sambola är en mix av riven kokos, chili och krossad lök. På singalesiska kallas ris och curry ofta bara bath, vilket betyder ris. En annan lankesisk specialitet är hoppers (på singalesiska ape) som finns i två former - string hoppers och vanliga hoppers. String hoppers är nystan av risnudlar som ofta äts till frukost tillsammans med någon curry, medan vanliga hoppers är tunna krispiga pannkakor som är skålformade eftersom de steks i ett litet grytliknande järn. En vanlig variant på vanliga hoppers är egg hoppers (på singalesiska biri ape) vilket innebär att man steker ett ägg i mitten av hoppern. Ape äts ofta också med någon sambol, exempelvis seeni sambol.
Den mesta maten är vegetarisk. Överlag är maten kryddstark.
Något som serveras vid högtider är kiri bath (mjölkris), vilket är fast ris med kokosmjölk, som skärs upp i diamantformade bitar.

### Sport
Cricket är Sri Lankas största sport, och landet tillhör de tio bästa nationerna i världen. 1996 vann Sri Lanka världsmästerskapet i cricket. Den just nu mest kände cricketspelaren från Sri Lanka är den tamilske kastaren Muttiah Muralitharan. År 2011 var Sri Lanka tillsammans med Indien, Pakistan och Bangladesh värd för VM i cricket. Sri Lanka förlorade finalen mot Indien som blev mästare.

## Internationella rankningar
| Organisation                                | Undersökning                   | Rankning   |
| ------------------------------------------- | ------------------------------ | ---------- |
| Heritage Foundation/The Wall Street Journal | Index of Economic Freedom 2019 | 115 av 180 |
| Reportrar utan gränser                      | Pressfrihetsindex 2019         | 126 av 180 |
| Transparency International                  | Korruptionsindex 2018          | 89 av 180  |
| FN:s utvecklingsprogram                     | Human Development Index 2018   | 71 av 189  |